# Мартинчек
Мартинчек (слч. Martinček) насељено је мјесто са административним статусом сеоске општине (слч. obec) у округу Ружомберок, у Жилинском крају, Словачка Република.

## Становништво
| Година:    | 1994. | 2004.   | 2014.   | 2024.    |
| ---------- | ----- | ------- | ------- | -------- |
| Број људи: | 386   | 383     | 416     | 466      |
| Разлика:   |       | -0,77 % | +8,61 % | +12,01 % |

| Година:    | 2023. | 2024.   |
| ---------- | ----- | ------- |
| Број људи: | 449   | 466     |
| Разлика:   |       | +3,78 % |

Према подацима о броју становника из 2011. године насеље је имало 383 становника.